# Villers-aux-Érables
Villers-aux-Érables é uma comuna francesa na região administrativa de Altos da França, no departamento de Somme. Estende-se por uma área de 4,34 km². Em 2010 a comuna tinha 135 habitantes (densidade: 31,1 hab./km²).